# Oval’noye Lake
Der Oval’noye Lake (englisch; russisch Озеро Овальное Osero Owalnoje, deutsch ‚Ovaler See‘) ist ein See im ostantarktischen Enderbyland. Er liegt nahe der Molodjoschnaja-Station.
Luftaufnahmen entstanden 1957 bei den Australian National Antarctic Research Expeditions und einer sowjetischen Antarktisexpedition. Teilnehmer letzterer Unternehmung benannten ihn. Das Antarctic Names Committee of Australia übertrug diese Benennung 1972 ins Englische.